# Сапожковский кремль
Сапожковский кремль — историческая крепость в Сапожке Рязанской области. Один из укреплённых пунктов Большой засечной черты (Ряжский участок).

## Описание
Сапожковский кремль стоял на высоком плато, ограниченном с юга рекой Машкой, с запада — оврагом Ржавец, с востока — Беломестным «отвершком» (протоком). Крепость в плане имела форму четырёхугольника, вытянутого параллельно реке. Её окружала рубленая стена протяжённостью более 425 м. Башен было, предположительно, не менее шести, в том числе две проездные. Кремль был относительно невелик, из-за чего соборная Успенская церковь располагалась за его пределами. Внутри кремля помещались двор приказных людей, тюрьма, колодец, пороховой погреб и деревянная «клецкая» церковь Св. Параскевы Пятницы.
Значительно более крупным четырёхугольником кремль и окольный город охватывала вторая линия укреплений — острог, торцевой стороной обращённый к Машке. Протяжённость его стен составляла около 1768 м. Вероятно, у него было от десяти до двенадцати башен, из которых до четырёх были проездными. К западу от крепости находилась Пушкарская слобода, к востоку — Беломестная, а к югу, на противоположном берегу Машки — Казачья.

## История
Сапожок был основан в начале XVII века, в царствование Бориса Годунова. В 1618 году он был сожжён запорожцами гетмана Петра Сагайдачного. Впоследствии кремль был срублен заново, однако не как рубленый город, а как дубовый острог. Вторая линия укреплений так и не была восстановлена. К 1677—1678 годам укрепления значительно обветшали. В начале XVIII века Сапожок утратил какое-либо военное значение. В 1758 году страшный пожар уничтожил почти весь город, в том числе ветхие стены кремля. Земляные укрепления городка существовали ещё во второй половине XIX века. В настоящее время они утрачены, равно как и каменная соборная церковь.